# 17P/Holmes
Komet 17P/Holmes je periodični komet Jupiterove obitelji, kojeg je 6. studenog 1892. otkrio britanski astronom amater Edwin Holmes. Sjaj kometa je krajem listopada 2007. naglo skočio s magnitude +18 do čak +2,8, što odgovara povećanju sjaja od oko 500 000 puta.
Komet je bio vidljiv golim okom sve do početka prosinca, u početku kao mala okrugla svijetla mrlja u zviježđu Perzeju, a kasnije kao tamna okrugla mrlja. Komet je bio vidljiv iz cijele Hrvatske.